# Алекс Сантана
Алекс Пауло Менезеш Сантана (на португалски: Alex Paulo Menezes Santana) е бразилски футболист, който играе на поста централен полузащитник. Състезател на Атлетико Паранаенсе.

## Кариера

### Ранна кариера
Сантана започва професионалната си кариера в Интернасионал. Прави своя дебют за отбора на 11 октомври 2013, влизайки като смяна на мястото на Отавио, при загубата с 2–1 като гост на Фламенго.

### Лудогорец
На 23 юли 2020 г. Сантана подписва с Лудогорец, като споменаваната сума за трансфера му е около €750 000. След като подписва своя договор, той казва: „Подписах с Лудогорец, за да играя в Шампионската лига“. Вкарва първия си гол за тима на 23 август при победата с 1–3 като гост на Черно море, в мач от efbet Лига.

## Успехи
Лудогорец
- Първа лига (2): 2020/21, 2021/22
- Суперкупа на България (1): 2021